# 港鐵巴士A73綫
港鐵巴士A73綫是一條已停辦的港鐵巴士輔助巴士路綫，連接天富苑及屯門碼頭。

## 歷史
- 2000年11月10日：配合天水圍北發展而投入服務。當時天水圍北並未有輕鐵服務的，本線的目的是為方便天水圍北和天水圍市中心的居民往返屯門區。[1][2]
- 2001年5月27日：增派兩輛巴士行走，繁忙時間班次加強至每15分鐘一班。[3]
- 2002年3月11日：班次加強至每13分鐘一班。[4]
- 2002年8月25日：延長服務時間至23:20。[5]
- 2003年末，輕鐵延長至天水圍北及西鐵通車後，天水圍居民已能乘搭輕鐵和西鐵往屯門，加上本路線收費又比輕鐵和西鐵為高，客量受打擊，故此在2004年4月18日改為平日繁忙時間及假日早上至黃昏提供服務。派車亦改為派出單層巴士行走，亦因而被乘客投訴。[6]
- 2009年10月12日起，由於每日客量衹有約一千人，故改為袛於星期一至五早上由天富單程開出2班固定班次（06:45及07:00）。
- 2009年11月6日早上，本路綫開出最後班次。11月9日起永久停駛，象徵前九鐵的A字頭輕鐵輔助巴士線全部停辦，亦同時象徵港鐵巴士（新界西北）及港鐵輔助巴士再沒有跨區[7]、途經快速公路、設有分段收費及不經香港國際機場的A字頭路線。

## 服務時間及班次
- 天富開：星期一至五0645、0700
  - 星期六、日及公眾假期不設服務

## 收費
括號內為小童及長者收費（使用「學生身分」個人八達通卡亦可享用括號內的車費）
- 全程$6.5（$3.3）
  - 虎地往屯門碼頭$4.6（$2.3）

- 不設八達通轉乘優惠

- 使用屯門－南昌全日通或屯門－紅磡全月通的乘客，需出示有效車票及登車證（如有）方可免費乘車，屯門－南昌全月通或機場快綫旅遊票的乘客需確認八達通卡方可免費乘車。

## 行車路綫

### 往屯門碼頭方向
註：晨早單向服務於2009年11月9日取消。
途經：天華路、天葵路、天秀路、天瑞路、天榮路、天城路、天華路、天葵路、天龍路、天城路、天福路、朗天路、唐人新村交匯處、元朗公路、青山公路－嶺南段、青山公路－新墟段、屯門鄉事會路、屯匯街、屯門市中心巴士總站、屯門鄉事會路、屯興路、青山公路－青山灣段、海榮路、海皇路、湖景路及湖翠路
| 港鐵巴士A73綫（天富→屯門碼頭） | 港鐵巴士A73綫（天富→屯門碼頭） | 港鐵巴士A73綫（天富→屯門碼頭） | 港鐵巴士A73綫（天富→屯門碼頭） | 港鐵巴士A73綫（天富→屯門碼頭） |
| 序號                           | 地區                           | 街道                           | 車站名稱                       | 備註                           |
| ------------------------------ | ------------------------------ | ------------------------------ | ------------------------------ | ------------------------------ |
| 1                              | 天水圍北                       |                                | 天富                           |                                |
| 2                              | 天水圍北                       | 天秀路                         | 天富苑能富閣                   |                                |
| 3                              | 天水圍北                       | 天瑞路                         | 天富苑欣富閣                   |                                |
| 4                              | 天水圍市中心                   | 天瑞路                         | 天頌苑                         |                                |
| 5                              | 天水圍市中心                   | 天榮路                         | 翠湖居                         |                                |
| 6                              | 天水圍市中心                   | 天葵路                         | 天葵路美湖居                   |                                |
| 7                              | 天水圍市中心                   | 天城路                         | 天城路景湖居                   |                                |
| 8                              | 天水圍南                       | 天城路                         | 天慈邨                         |                                |
| 朗天路；元朗公路               |                                |                                |                                |                                |
| 9                              | 虎地                           | 青山公路－嶺南段               | 富泰                           | 分段收費起點站                 |
| 10                             | 虎地                           | 青山公路－嶺南段               | 嶺南大學                       |                                |
| 11                             | 虎地                           | 青山公路－嶺南段               | 彩暉花園                       |                                |
| 12                             | 新墟                           | 青山公路－嶺南段               | 景峰花園                       |                                |
| 13                             | 新墟                           | 屯門鄉事會路                   | 雅都商場                       |                                |
| 14                             | 新墟                           | 屯門鄉事會路                   | 德政圍                         |                                |
| 15                             | 屯門市中心                     |                                | 屯門市中心                     |                                |
| 16                             | 屯門市中心                     | 屯興路                         | 屯門官立中學                   |                                |
| 17                             | 置樂                           | 青山公路－青山灣段             | 恒順園                         |                                |
| 18                             | 置樂                           | 青山公路－青山灣段             | 恒豐園                         |                                |
| 19                             | 三聖墟                         | 海榮路                         | 恒福花園                       |                                |
| 20                             | 三聖墟                         | 海榮路                         | 屯門中央廣場                   |                                |
| 21                             | 屯門碼頭區                     | 湖景路                         | 湖景邨湖翠樓                   |                                |
| 22                             | 屯門碼頭區                     | 湖景路                         | 兆禧苑                         |                                |
| 23                             | 屯門碼頭區                     |                                | 屯門碼頭                       |                                |

### 往天富方向
註：往天富的服務於2009年10月12日起取消。
途經：湖翠路、湖景路、海皇路、海榮路、青山公路－青山灣段、屯興路、屯門鄉事會路、青山公路－新墟段、青山公路－嶺南段、藍地交匯處、元朗公路、唐人新村交匯處、朗天路、天福路、天城路、天龍路、天葵路、天華路、天城路、天恩路、嘉恩街、天水圍市中心巴士總站、天恩路、天榮路、天瑞路、迴旋處及天華路
| 港鐵巴士A73綫（屯門碼頭→天富） | 港鐵巴士A73綫（屯門碼頭→天富） | 港鐵巴士A73綫（屯門碼頭→天富） | 港鐵巴士A73綫（屯門碼頭→天富） | 港鐵巴士A73綫（屯門碼頭→天富） |
| 序號                           | 地區                           | 街道                           | 車站名稱                       | 備註                           |
| ------------------------------ | ------------------------------ | ------------------------------ | ------------------------------ | ------------------------------ |
| 1                              | 屯門碼頭區                     |                                | 屯門碼頭                       |                                |
| 2                              | 屯門碼頭區                     | 湖景路                         | 湖景邨湖畔樓                   |                                |
| 3                              | 屯門碼頭區                     | 湖景路                         | 湖景邨湖翠樓                   |                                |
| 4                              | 三聖墟                         | 海榮路                         | 屯門中央廣場                   |                                |
| 5                              | 三聖墟                         | 海榮路                         | 老鼠洲兒童遊樂場               |                                |
| 6                              | 三聖墟                         | 青山公路－青山灣段             | 胡陳金枝中學                   |                                |
| 7                              | 置樂                           | 青山公路－青山灣段             | 青善遊樂場                     |                                |
| 8                              | 置樂                           | 青山公路－青山灣段             | 置樂花園                       |                                |
| 9                              | 屯門市中心                     | 屯興路                         | 屯門官立中學                   |                                |
| 10                             | 屯門市中心                     | 屯門鄉事會路                   | 屯門公園                       |                                |
| 11                             | 新墟                           | 屯門鄉事會路                   | 聖公會聖西門呂明才中學         |                                |
| 12                             | 新墟                           | 青山公路－嶺南段               | 景峰花園                       |                                |
| 13                             | 虎地                           | 青山公路－嶺南段               | 屯門醫院                       |                                |
| 14                             | 虎地                           | 青山公路－嶺南段               | 彩暉花園                       |                                |
| 15                             | 虎地                           | 青山公路－嶺南段               | 嶺南大學                       | 分段收費起點站                 |
| 16                             | 虎地                           | 青山公路－嶺南段               | 富泰邨                         |                                |
| 元朗公路；朗天路               |                                |                                |                                |                                |
| 17                             | 天水圍南                       | 天城路                         | 天耀邨耀豐樓                   |                                |
| 18                             | 天水圍市中心                   | 天龍路                         | 天龍路景湖居                   |                                |
| 19                             | 天水圍市中心                   | 天葵路                         | 天葵路麗湖居                   |                                |
| 20                             | 天水圍市中心                   |                                | 天水圍市中心                   |                                |
| 21                             | 天水圍市中心                   | 天榮路                         | 翠湖居                         |                                |
| 22                             | 天水圍市中心                   | 天瑞路                         | 天華邨                         |                                |
| 23                             | 天水圍北                       |                                | 天富                           |                                |

## 外部連結
1. ↑  九廣鐵路新聞稿：《九廣輕鐵天水圍北三條臨時巴士線投入服務》，2000-11-08。
2. ↑  參閱《輕鐵快訊》2000年10月號 （页面存档备份，存于）及2000年11月號 （页面存档备份，存于）。
3. ↑  九廣鐵路新聞稿：《輕鐵輔助巴士A73線增強班次》，2000-05-22。
4. ↑  參閱《輕鐵快訊》2002年3月號 （页面存档备份，存于）。
5. ↑  參閱《輕鐵快訊》2002年8月號 （页面存档备份，存于）。
6. ↑  .   [2018-04-14]. （原始内容存档于2018-06-17）.
7. ↑  港鐵巴士K75A線雖同樣由元朗區經屯門區折返元朗區，惟沒有在屯門區設站，故不屬跨區線。

- 681巴士總站